# 伯吉瑟尔滑雪台
伯吉瑟尔滑雪台（德語：Bergiselschanze）是一个跳台滑雪体育场，位于奥地利因斯布鲁克伯吉瑟尔。该场馆拥有26,000个座位，因曾举办FIS 跳台滑雪世界杯而成为奥林匹克运动会赛场，并于每年举办跳台滑雪四站赛。
1920年代末，该场馆为了承办首场比赛，运用了木材建造施工。1930年，该场馆建立较前更高的站台，并赶在1964年冬季奥林匹克运动会开幕前进行扩建。1976年，该场馆再次举办冬奥会滑雪比赛。目前，现有的跳台是由建筑师扎哈·哈迪德设计，于2003年第二次扩建而成的。

## 图片集

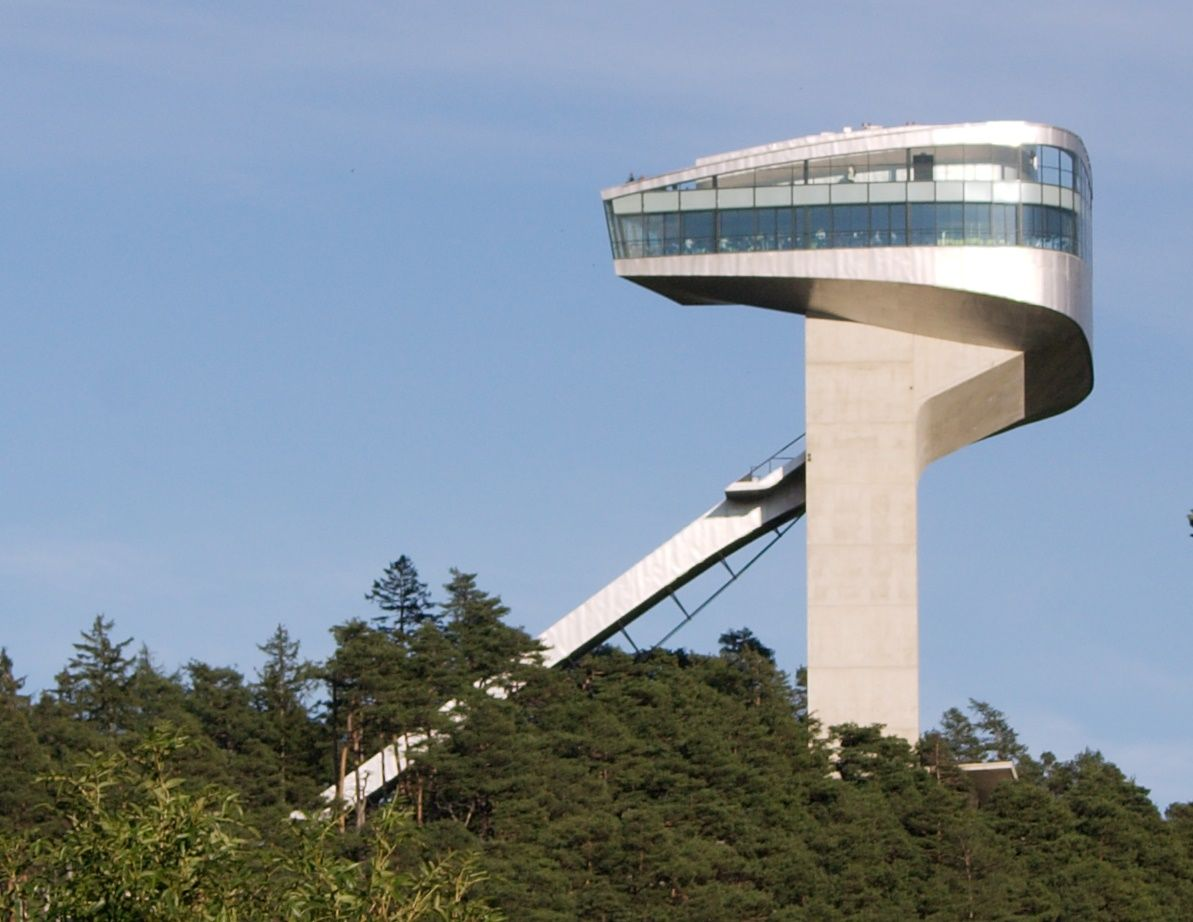
滑雪台大厦一览
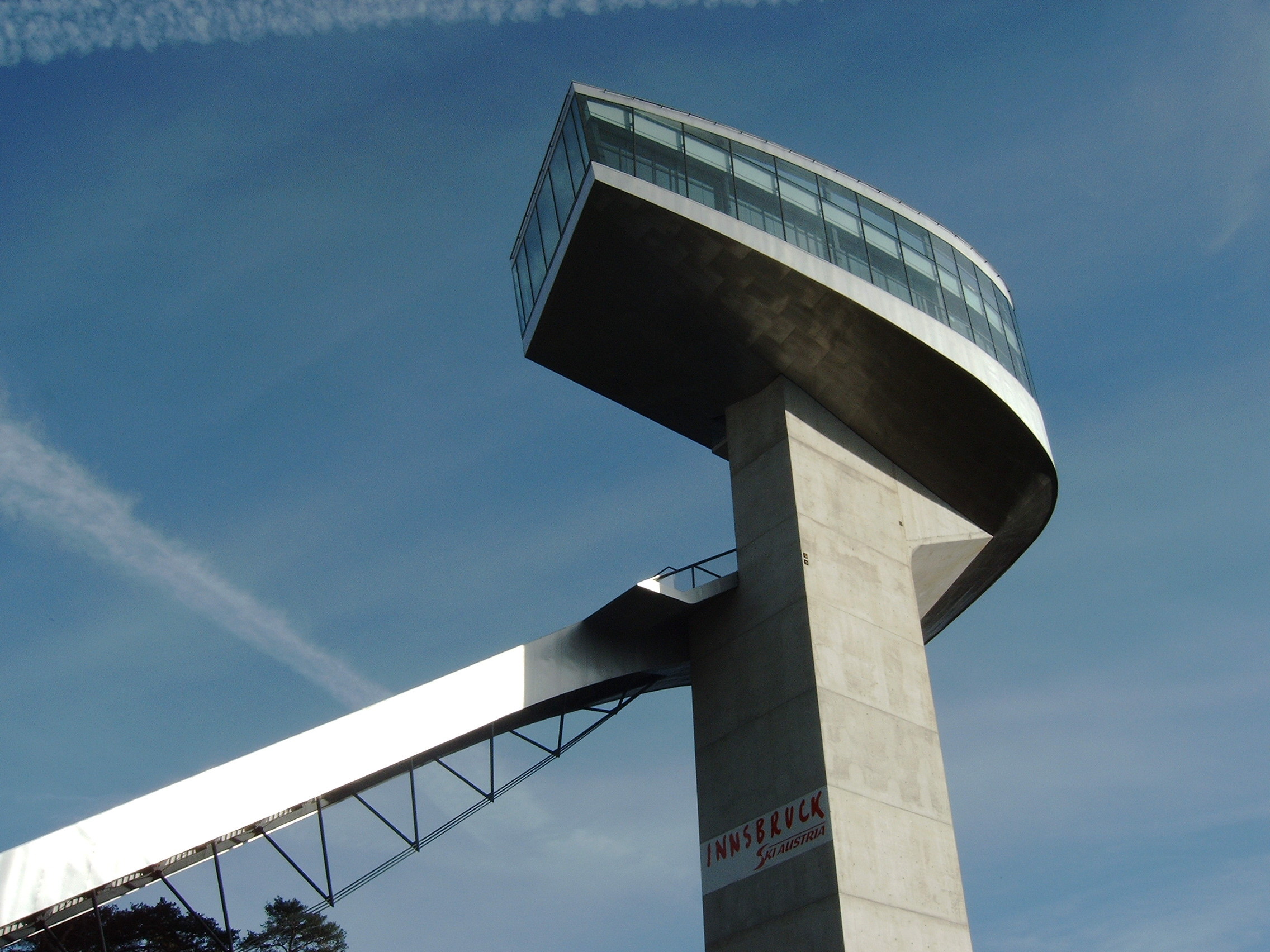
滑雪台大厦一仰
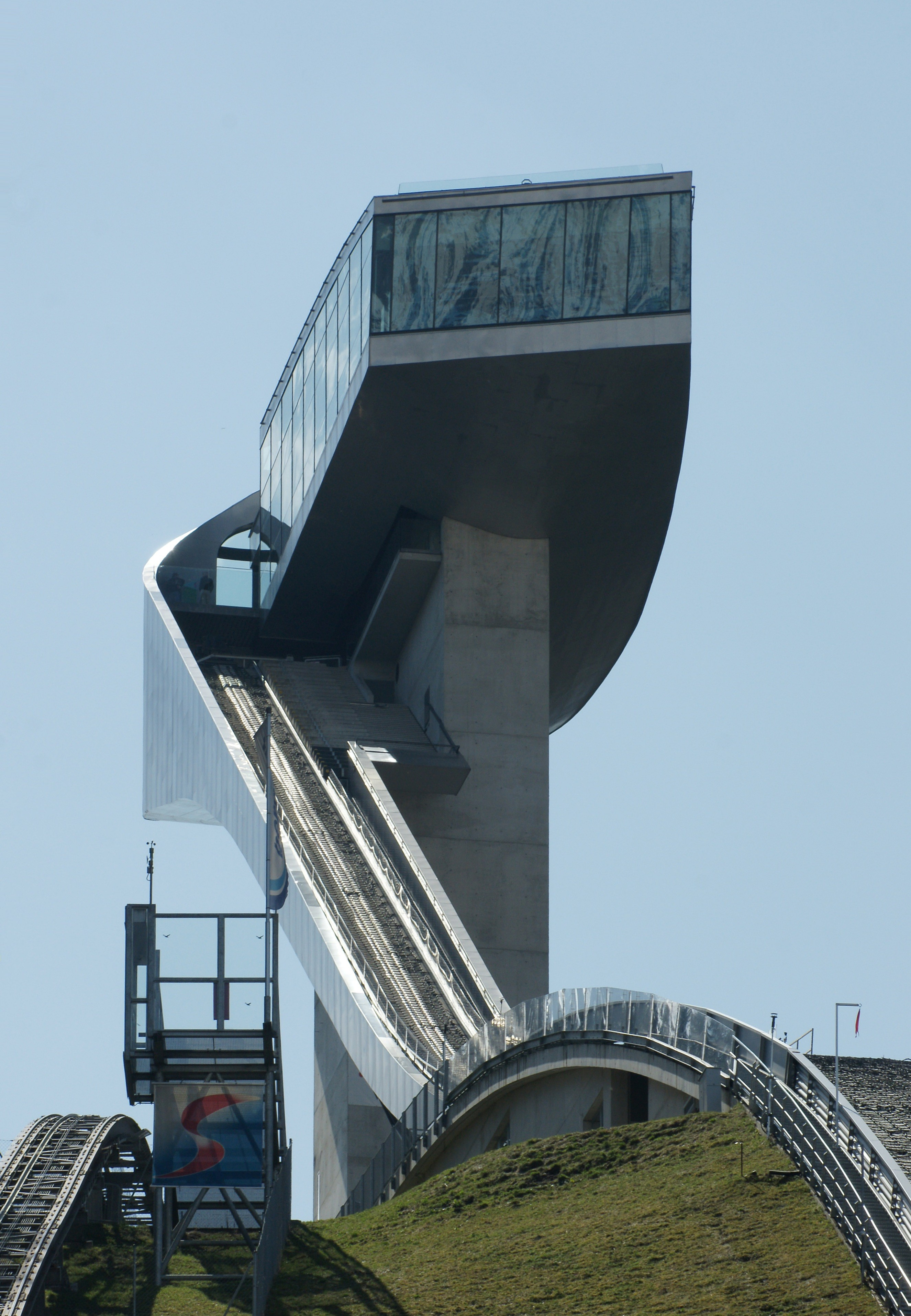
滑雪台大厦正面
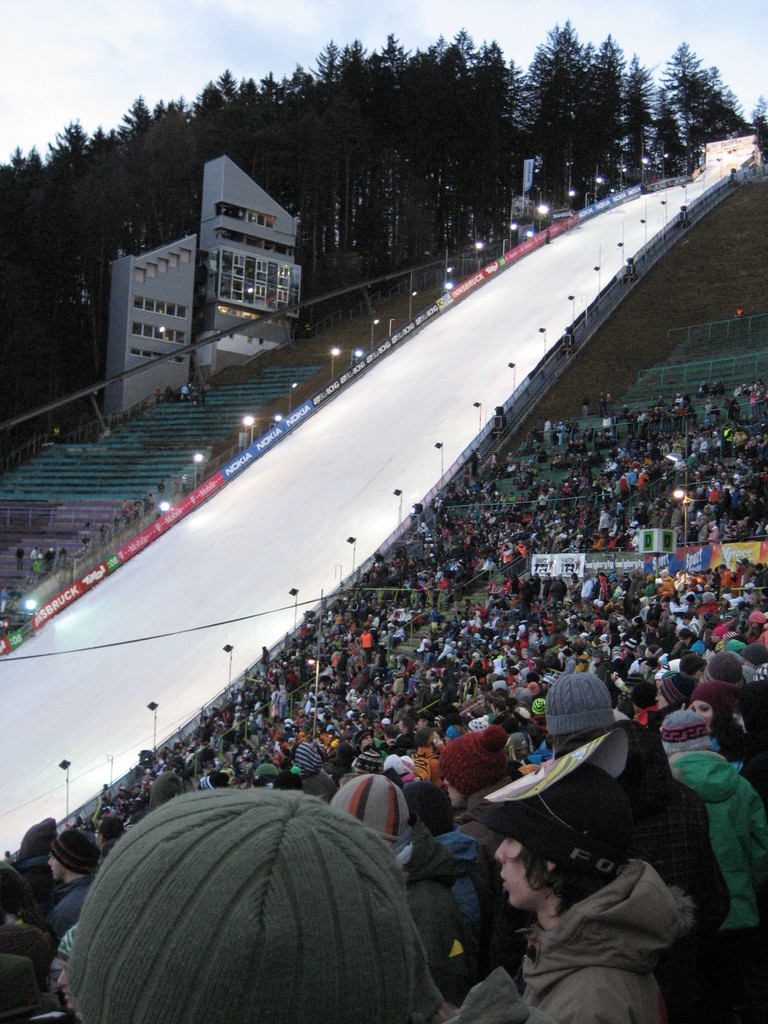
滑雪场雪道